# 무실로
무실로(Musil-ro)는 강원특별자치도 원주시 일산동에서 무실동까지 이르는 원주시도로, 총 연장은 2.853 km이다. 이름은 행정 구역명과 이전부터 사용하는 도로명을 반영하는 것에서 유래되었다.

## 역사
- 2009년 10월 22일 : 도로명으로 무실로를 고시

## 주요 경유지
- 원주시
  - 일산동 - 원동 - 단계동 - 명륜1동 - 무실동

## 접촉하는 도로
- 시청로
- 한지공원길
- 서원대로
- 종각길
- 단구로
- 남산로
- 다박골길
- 일산로
- 원일로

## 주요 건물 및 시설
- 원주제일신용협동조합 (무실로 16/일산동 87-1)
- 원인동주민센터 (무실로 63/원동 253)
- 진꽃화원 (무실로 89/원동 274-148)
- 한주아파트 (무실로 91/원동 273-1)
- 원동아파트 상가동 (무실로 119-1/원동 295)
- 원동아파트 (무실로 119-2/원동 295-24)
- 원동주공아파트 (무실로 121/원동 295)
- 원흥2차아파트 (무실로 130/일산동 355-1)
- 청마빌딩 (무실로 148/일산동 358-7)
- 성원아파트 상가 나동 (무실로 153/명륜동 802)
- 성원아파트 (무실로 155/명륜동 802)
- 성원아파트 상가 가동 (무실로 157/명륜동 802)
- 원주원예농협하나로클럽 (무실로 182/명륜동 803-2)
- 평원중학교 (무실로 222/단계동 913)
- 원주무실8단지엘에이치아파트 (무실로 300/무실동 1790)
- 사랑으로부영아파트 (무실로 380/무실동 1846-3)
- 솔샘초등학교 (무실로 381/무실동 1863-1)
- 세영리첼1차아파트 (무실로 382/무실동 1861-1)
- 세영리첼2차아파트 (무실로 415/무실동 1868-1)
- 무실우미린 (무실로 455/무실동 1868-6)
- 원주무실우미린아파트 (무실로 455-1/무실동 1868-6)

## 특이 사항
이 도로에는 중간에 다박골을 지나가며, 다박골 주변에는 재개발 지역으로도 유명하다.